# Fédération française de basket-ball
De Fédération française de basket-ball (afgekort: FFBB) is de nationale basketbalbond van Frankrijk en heeft haar hoofdzetel in Parijs.
De FFBB is in 1932 opgericht. Daarvoor werd de basketbalcompetitie georganiseerd door Fédération Française d'athlétisme. De bond werd in 1933 erkend door de FIBA. De FFBB organiseert de nationale basketbalcompetities en bekertoernooien. Tevens selecteert de bond spelers voor het nationale team dat deel heeft genomen aan diverse wereldkampioenschappen, Eurobaskets en de Olympische Zomerspelen. Op zowel het Eurobasket als de Olympische Zomerspelen is de tweede plaats de hoogst behaalde positie.
In 2010 waren er 4.400 clubs bij de FFBB aangesloten.